# Жолап
Жола́п (каз. Жолап) — село у складі Акжаїцького району Західноказахстанської області Казахстану. Входить до складу Мергеневського сільського округу.
У радянські часи село називалось Юлаєво.
Населення — 45 осіб (2021; 181 у 2009, 278 у 1999, 292 у 1989).